# 나카센도 육십구차

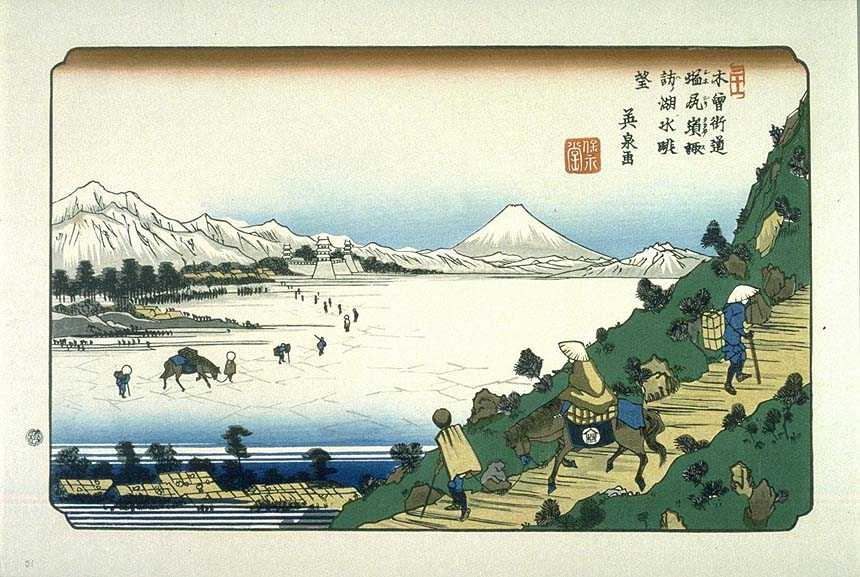
『키소 가도 시오지리미네 스와호수 조망』 케이사이 에이센 그림. 고개에서 얼은 스와호를 바라보는 장면. 왼쪽에 보이는 것은 야츠가타케 산맥

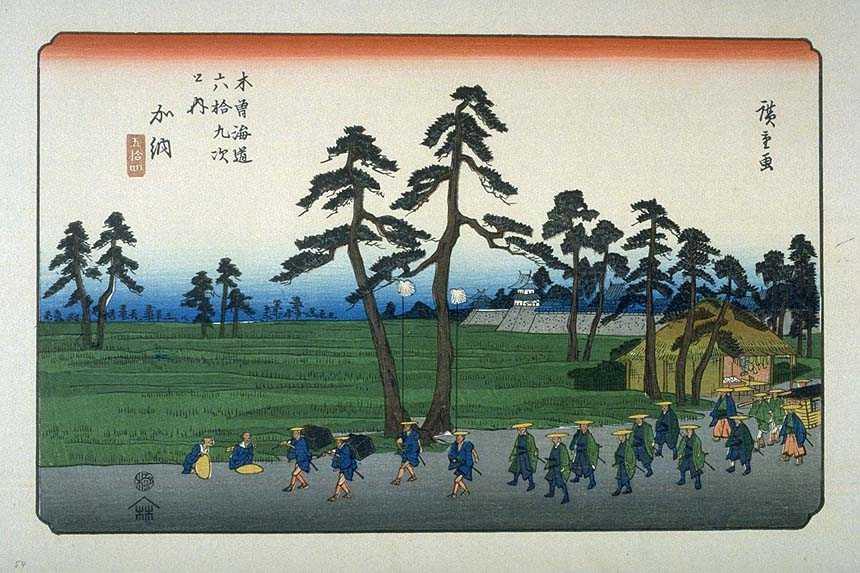
『木曽海道六拾九次之内 카노주쿠』 우타가와 히로시게 그림

나카센도 육십구차(일본어: 中山道六十九次 なかせんどう-ろくじゅうきゅうつぎ[*])는 일본의 근세에 해당하는 에도 시대에 번영했던 고카이도의 하나인 나카센도에 놓여진 69개의 슈쿠바의 총칭이다.
나카센도는 에도, 니혼바시와 교토, 산죠오오하시 사이를 잇는 주요 가도 2로 중 하나로, 산쪽 방면 1로이다. 다른 1로인 도카이도와는 에도 쪽은 같은 니혼바시에서 출발하지만, 야마노테와 해안을 따라 나뉘어 서쪽으로 향해, 오미국에 들어가 쿠사츠슈쿠에서 합류한다. 거기서부터는 교토까지 가는 구간을 공유한다. 또, 에도, 니혼바시에서 출발하는 고슈 가도와는, 그 종점인 시나노국의 시모스와슈쿠에서 합류한다.
나카센도 육십구차는 덴포 6~8년 (1835년 - 1837년)경, 우키요에 화가 케이사이 에이센 및 우타가와 히로시게에 의해 명소 그림 (우키요에 풍경화) 『키소 카이도 육십구차(木曽海道六十九次)』로 그려져있다.

## 육십구차 목록
| 슈쿠바             | 이정     | 율령국     | 군           | 현재 지자체 | 현재 지자체    | 현재 지자체    | 좌표                                                                      | 비고 |
| 슈쿠바             | 이정     | 율령국     | 군           | 도도부현    | 시구정촌       | 시구정촌       | 좌표                                                                      | 비고 |
| ------------------ | -------- | ---------- | ------------ | ----------- | -------------- | -------------- | ------------------------------------------------------------------------- | --- |
| 니혼바시           | 기점     | 무사시국   | 토시마군     | 도쿄도      | 츄오구         | 츄오구         | 북위 35° 41′ 01″ 동경 139° 46′ 28″ / 북위 35.68361° 동경 139.77444°       | 코슈 가도, 닛코 가도, 오슈 가도, 야구라자와 왕환 (아오야마도오리, 오오야마미치)와 연결된다. 떠나고 1리의 혼고오이와케 (분쿄구 야요이 1초메)에서 닛코 오나리 가도와 연결된다. |
| 1. 이타바시슈쿠    |          | 무사시국   | 토시마군     | 도쿄도      | 이타바시구     | 이타바시구     | 북위 35° 45′ 18″ 동경 139° 42′ 33.1″ / 북위 35.75500° 동경 139.709194°    | 카와고에 가도와 연결된다 |
| 2. 와라비슈쿠      |          | 무사시국   | 아다치군     | 사이타마현  | 와라비시       | 와라비시       | 북위 35° 49′ 22.6″ 동경 139° 40′ 49.0″ / 북위 35.822944° 동경 139.680278° | |
| 3. 우라와슈쿠      |          | 무사시국   | 아다치군     | 사이타마현  | 사이타마시     | 우라와구       | 북위 35° 51′ 40.9″ 동경 139° 39′ 9.2″ / 북위 35.861361° 동경 139.652556°  | 후츄도오리 오오야마미치와 연결된다 |
| 4. 오오미야슈쿠    |          | 무사시국   | 아다치군     | 사이타마현  | 사이타마시     | 오오미야구     | 북위 35° 54′ 31.5″ 동경 139° 37′ 34.4″ / 북위 35.908750° 동경 139.626222° | |
| 5. 아게오주쿠      |          | 무사시국   | 아다치군     | 사이타마현  | 아게오시       | 아게오시       | 북위 35° 58′ 46.9″ 동경 139° 35′ 4.3″ / 북위 35.979694° 동경 139.584528°  | |
| 6. 오케가와주쿠    |          | 무사시국   | 아다치군     | 사이타마현  | 오케가와시     | 오케가와시     | 북위 36° 0′ 7.0″ 동경 139° 33′ 54.4″ / 북위 36.001944° 동경 139.565111°   | |
| 7. 코노스주쿠      |          | 무사시국   | 아다치군     | 사이타마현  | 코노스시       | 코노스시       | 북위 36° 2′ 53.3″ 동경 139° 31′ 17.8″ / 북위 36.048139° 동경 139.521611°  | 쿠마가이슈쿠와의 사이에 있는 숙소이자, 닛코와키오우칸과의 교점이기도 한 후키아게슈쿠이다.                                                                                    |
| 8. 쿠마가이주쿠    |          | 무사시국   | 오오사토군   | 사이타마현  | 쿠마가야시     | 쿠마가야시     | 북위 36° 8′ 42.0″ 동경 139° 22′ 58.3″ / 북위 36.145000° 동경 139.382861°  | 치치부 오우칸, 하치오우지도오리 오오야마미치와 연결된다. |
| 9. 후카야주쿠      |          | 무사시국   | 한자와군     | 사이타마현  | 후카야시       | 후카야시       | 북위 36° 11′ 42.8″ 동경 139° 16′ 44.9″ / 북위 36.195222° 동경 139.279139° | |
| 10. 혼죠주쿠       |          | 무사시국   | 코다마군     | 사이타마현  | 혼죠시         | 혼죠시         | 북위 36° 14′ 29.8″ 동경 139° 11′ 4.5″ / 북위 36.241611° 동경 139.184583°  | 시모니타도 (조슈히메가도)와 연결된다. |
| 11. 신마치슈쿠     |          | 코즈케국   | 미도노군     | 군마현      | 타카사키시     | 타카사키시     | 북위 36° 14′ 29.8″ 동경 139° 11′ 4.5″ / 북위 36.241611° 동경 139.184583°  | |
| 12. 쿠라가노슈쿠   |          | 코즈케국   | 군마군       | 군마현      | 타카사키시     | 타카사키시     | 북위 36° 17′ 46.9″ 동경 139° 2′ 55.2″ / 북위 36.296361° 동경 139.048667°  | 닛코우레이헤이시 가도와 연결된다 |
| 13. 타카사키슈쿠   |          | 코즈케국   | 군마군       | 군마현      | 타카사키시     | 타카사키시     | 북위 36° 19′ 20.3″ 동경 139° 0′ 25.3″ / 북위 36.322306° 동경 139.007028°  | 미쿠니 가도와 연결된다 |
| 14. 이타하나슈쿠   |          | 코즈케국   | 우스이군     | 군마현      | 안나카시       | 안나카시       | 북위 36° 20′ 14.8″ 동경 138° 55′ 48.6″ / 북위 36.337444° 동경 138.930167° | |
| 15. 안나카슈쿠     |          | 코즈케국   | 우스이군     | 군마현      | 안나카시       | 안나카시       | 북위 36° 19′ 46.2″ 동경 138° 53′ 59.6″ / 북위 36.329500° 동경 138.899889° | |
| 16. 마츠이다주쿠   |          | 코즈케국   | 우스이군     | 군마현      | 안나카시       | 안나카시       | 북위 36° 18′ 43.1″ 동경 138° 48′ 16.3″ / 북위 36.311972° 동경 138.804528° | |
| 17. 사카모토주쿠   |          | 코즈케국   | 우스이군     | 군마현      | 안나카시       | 안나카시       | 북위 36° 20′ 57.3″ 동경 138° 43′ 5.3″ / 북위 36.349250° 동경 138.718139°  | |
| 18. 카루이사와슈쿠 |          | 시나노국   | 사쿠군       | 나가노현    | 키타사쿠군     | 카루이자와정   | 북위 36° 21′ 42″ 동경 138° 38′ 20.8″ / 북위 36.36167° 동경 138.639111°    | |
| 19. 쿠츠카케슈쿠   |          | 시나노국   | 사쿠군       | 나가노현    | 키타사쿠군     | 카루이자와정   | 북위 36° 20′ 58.3″ 동경 138° 35′ 27.8″ / 북위 36.349528° 동경 138.591056° | |
| 20. 오이와케슈쿠   |          | 시나노국   | 사쿠군       | 나가노현    | 키타사쿠군     | 카루이자와정   | 북위 36° 20′ 21.4″ 동경 138° 32′ 35.9″ / 북위 36.339278° 동경 138.543306° | 시나노 오이와케. 홋코쿠와키 왕환 (홋코쿠카이도, 센코지 가도)와 연결된다. |
| 21. 오타이슈쿠     |          | 시나노국   | 사쿠군       | 나가노현    | 키타사쿠군     | 미요타정       | 북위 36° 18′ 22.8″ 동경 138° 29′ 48.9″ / 북위 36.306333° 동경 138.496917° | |
| 22. 이와무라다슈쿠 |          | 시나노국   | 사쿠군       | 나가노현    | 사쿠시         | 사쿠시         | 북위 36° 16′ 24.7″ 동경 138° 28′ 37.5″ / 북위 36.273528° 동경 138.477083° | |
| 23. 시오나다슈쿠   |          | 시나노국   | 사쿠군       | 나가노현    | 사쿠시         | 사쿠시         | 북위 36° 16′ 17.4″ 동경 138° 25′ 18.7″ / 북위 36.271500° 동경 138.421861° | |
| 24. 야와타슈쿠     |          | 시나노국   | 사쿠군       | 나가노현    | 사쿠시         | 사쿠시         | 북위 36° 16′ 26″ 동경 138° 23′ 43.2″ / 북위 36.27389° 동경 138.395333°    | |
| 25. 모치즈키슈쿠   |          | 시나노국   | 사쿠군       | 나가노현    | 사쿠시         | 사쿠시         | 북위 36° 15′ 56.9″ 동경 138° 21′ 43.3″ / 북위 36.265806° 동경 138.362028° | 아시다슈쿠와 사이에 있는 슈쿠 모타이슈쿠이다. |
| 26. 아시다슈쿠     |          | 시나노국   | 사쿠군       | 나가노현    | 키타사쿠군     | 타테시나정     | 북위 36° 16′ 24.2″ 동경 138° 18′ 53.5″ / 북위 36.273389° 동경 138.314861° | |
| 27. 나가쿠보슈쿠   |          | 시나노국   | 치이사가타군 | 나가노현    | 치이사가타군   | 나가와정       | 북위 36° 15′ 12.2″ 동경 138° 16′ 9.7″ / 북위 36.253389° 동경 138.269361°  | |
| 28. 와다슈쿠       |          | 시나노국   | 치이사가타군 | 나가노현    | 치이사가타군   | 나가와정       | 북위 36° 12′ 29.4″ 동경 138° 12′ 44.1″ / 북위 36.208167° 동경 138.212250° | |
| 29. 시모스와슈쿠   |          | 시나노국   | 스와군       | 나가노현    | 스와군         | 시모스와정     | 북위 36° 4′ 34.7″ 동경 138° 5′ 25.0″ / 북위 36.076306° 동경 138.090278°   | 코슈 가도와 연결된다 |
| 30. 시오지리슈쿠   |          | 시나노국   | 츠카마군     | 나가노현    | 시오지리시     | 시오지리시     | 북위 36° 6′ 13.1″ 동경 137° 58′ 30.5″ / 북위 36.103639° 동경 137.975139°  | 미슈 가도 (소금의 길)와 연결된다 |
| 31. 세바주쿠       |          | 시나노국   | 츠카마군     | 나가노현    | 시오지리시     | 시오지리시     | 북위 36° 5′ 14.4″ 동경 137° 54′ 56.9″ / 북위 36.087333° 동경 137.915806°  | 홋코쿠니시와키 왕환 (홋코쿠니시 가도, 센코지 가도, 센코지니시 가도)와 연결된다                                                                                               |
| 32. 모토야마주쿠   |          | 시나노국   | 츠카마군     | 나가노현    | 시오지리시     | 시오지리시     | 북위 36° 3′ 40.2″ 동경 137° 54′ 4.9″ / 북위 36.061167° 동경 137.901361°   | |
| 33. 니에카와주쿠   |          | 시나노국   | 츠카마군     | 나가노현    | 시오지리시     | 시오지리시     | 북위 36° 0′ 39.8″ 동경 137° 51′ 34.1″ / 북위 36.011056° 동경 137.859472°  | |
| 34. 나라이주쿠     |          | 시나노국   | 츠카마군     | 나가노현    | 시오지리시     | 시오지리시     | 북위 35° 57′ 44.0″ 동경 137° 48′ 29.3″ / 북위 35.962222° 동경 137.808139° | |
| 35. 야부하라주쿠   |          | 시나노국   | 츠카마군     | 나가노현    | 키소군         | 키소촌         | 북위 35° 56′ 17.5″ 동경 137° 47′ 04.7″ / 북위 35.938194° 동경 137.784639° | |
| 36. 미야노코시주쿠 |          | 시나노국   | 츠카마군     | 나가노현    | 키소군         | 키소정         | 북위 35° 53′ 12.9″ 동경 137° 45′ 37.4″ / 북위 35.886917° 동경 137.760389° | |
| 37. 후쿠시마주쿠   |          | 시나노국   | 츠카마군     | 나가노현    | 키소군         | 키소정         | 북위 35° 50′ 59.3″ 동경 137° 41′ 56.4″ / 북위 35.849806° 동경 137.699000° | |
| 38. 아게마츠주쿠   |          | 시나노국   | 츠카마군     | 나가노현    | 키소군         | 아게마츠정     | 북위 35° 46′ 47.1″ 동경 137° 41′ 44.0″ / 북위 35.779750° 동경 137.695556° | |
| 39. 스하라주쿠     |          | 시나노국   | 츠카마군     | 나가노현    | 키소군         | 오오쿠와촌     | 북위 35° 41′ 45.1″ 동경 137° 41′ 32.5″ / 북위 35.695861° 동경 137.692361° | |
| 40. 노지리주쿠     |          | 시나노국   | 츠카마군     | 나가노현    | 키소군         | 오오쿠와촌     | 북위 35° 40′ 26.7″ 동경 137° 38′ 19.7″ / 북위 35.674083° 동경 137.638806° | |
| 41. 미도노주쿠     |          | 시나노국   | 츠카마군     | 나가노현    | 키소군         | 나기소정       | 북위 35° 36′ 31.7″ 동경 137° 36′ 41.7″ / 북위 35.608806° 동경 137.611583° | |
| 42. 츠마고주쿠     |          | 시나노국   | 츠카마군     | 나가노현    | 키소군         | 나기소정       | 북위 35° 34′ 37.3″ 동경 137° 35′ 44.8″ / 북위 35.577028° 동경 137.595778° | 마고메주쿠와 사이에 있는 오오츠마고이다. |
| 43. 마고메주쿠     |          | 시나노국   | 츠카마군     | 기후현      | 나카츠가와시   | 나카츠가와시   | 북위 35° 31′ 36.6″ 동경 137° 34′ 02.3″ / 북위 35.526833° 동경 137.567306° | |
| 44. 오치아이주쿠   |          | 미노국     | 에나군       | 기후현      | 나카츠가와시   | 나카츠가와시   | 북위 35° 30′ 42.1″ 동경 137° 31′ 52.3″ / 북위 35.511694° 동경 137.531194° | |
| 45. 나카츠가와주쿠 |          | 미노국     | 에나군       | 기후현      | 나카츠가와시   | 나카츠가와시   | 북위 35° 29′ 44.3″ 동경 137° 30′ 07.2″ / 북위 35.495639° 동경 137.502000° | |
| 46. 오오이주쿠     |          | 미노국     | 에나군       | 기후현      | 에나시         | 에나시         | 북위 35° 27′ 21.2″ 동경 137° 24′ 54.0″ / 북위 35.455889° 동경 137.415000° | 시타카이도와 연결된다 |
| 47. 오오쿠테주쿠   |          | 미노국     | 토키군       | 기후현      | 미즈나미시     | 미즈나미시     | 북위 35° 25′ 00″ 동경 137° 17′ 38.3″ / 북위 35.41667° 동경 137.293972°    | |
| 48. 호소쿠테주쿠   |          | 미노국     | 토키군       | 기후현      | 미즈나미시     | 미즈나미시     | 북위 35° 25′ 50.4″ 동경 137° 14′ 0.4″ / 북위 35.430667° 동경 137.233444°  | |
| 49. 미타케주쿠     |          | 미노국     | 카니군       | 기후현      | 카니군         | 미타케정       | 북위 35° 25′ 48.1″ 동경 137° 7′ 49.6″ / 북위 35.430028° 동경 137.130444°  | |
| 50. 후시미주쿠     |          | 미노국     | 카니군       | 기후현      | 카니군         | 미타케정       | 북위 35° 26′ 20.5″ 동경 137° 5′ 13.1″ / 북위 35.439028° 동경 137.086972°  | 우와카이도 (키소 가도)와 연결된다 |
| 51. 오오타주쿠     |          | 미노국     | 카모군       | 기후현      | 미노카모시     | 미노카모시     | 북위 35° 26′ 17.7″ 동경 137° 00′ 46.9″ / 북위 35.438250° 동경 137.013028° | |
| 52. 우누마주쿠     |          | 미노국     | 카카미군     | 기후현      | 카카미가하라시 | 카카미가하라시 | 북위 35° 24′ 17.2″ 동경 136° 56′ 11.0″ / 북위 35.404778° 동경 136.936389° | 카노주쿠와의 사이에 있는 슈쿠 신카노주쿠이다. |
| 53. 카노주쿠       |          | 미노국     | 아츠미군     | 기후현      | 기후시         | 기후시         | 북위 35° 24′ 19.7″ 동경 136° 45′ 32.1″ / 북위 35.405472° 동경 136.758917° | |
| 54. 고도 주쿠      |          | 미노국     | 모토스군     | 기후현      | 기후시         | 기후시         | 북위 35° 24′ 29.2″ 동경 136° 42′ 0.6″ / 북위 35.408111° 동경 136.700167°  | |
| 55. 미에지주쿠     |          | 미노국     | 모토스군     | 기후현      | 미즈호시       | 미즈호시       | 북위 35° 24′ 36.3″ 동경 136° 39′ 23.2″ / 북위 35.410083° 동경 136.656444° | |
| 56. 아카사카주쿠   |          | 미노국     | 후와군       | 기후현      | 오오가키시     | 오오가키시     | 북위 35° 23′ 25.4″ 동경 136° 34′ 57.3″ / 북위 35.390389° 동경 136.582583° | |
| 57. 타루이주쿠     |          | 미노국     | 후와군       | 기후현      | 후와군         | 타루이정       | 북위 35° 22′ 17.7″ 동경 136° 31′ 33.6″ / 북위 35.371583° 동경 136.526000° | 미노지와 연결됨 (미노지 오이와케) |
| 58. 세키가하라주쿠 |          | 미노국     | 후와군       | 기후현      | 후와군         | 세키가하라정   | 북위 35° 21′ 44.9″ 동경 136° 28′ 9.9″ / 북위 35.362472° 동경 136.469417°  | |
| 59. 이마스주쿠     |          | 미노국     | 후와군       | 기후현      | 후와군         | 세키가하라정   | 북위 35° 20′ 55.0″ 동경 136° 26′ 7.4″ / 북위 35.348611° 동경 136.435389°  | |
| 60. 카시와바라슈쿠 |          | 오미국     | 사카타군     | 시가현      | 마이바라시     | 마이바라시     | 북위 35° 20′ 35.2″ 동경 136° 24′ 2.6″ / 북위 35.343111° 동경 136.400722°  | |
| 61. 사메가이슈쿠   |          | 오미국     | 사카타군     | 시가현      | 마이바라시     | 마이바라시     | 북위 35° 19′ 44.2″ 동경 136° 21′ 4.0″ / 북위 35.328944° 동경 136.351111°  | |
| 62. 반바슈쿠       |          | 오미국     | 사카타군     | 시가현      | 마이바라시     | 마이바라시     | 북위 35° 18′ 54.5″ 동경 136° 18′ 51.0″ / 북위 35.315139° 동경 136.314167° | 호쿠리쿠도와 연결된다 |
| 63. 토리이모토주쿠 |          | 오미국     | 사카타군     | 시가현      | 히코네시       | 히코네시       | 북위 35° 17′ 15.1″ 동경 136° 17′ 8.0″ / 북위 35.287528° 동경 136.285556°  | 호쿠리쿠도, 조선인 가도와 연결된다. |
| 64. 타카미야슈쿠   |          | 오미국     | 이누카미군   | 시가현      | 히코네시       | 히코네시       | 북위 35° 14′ 1.0″ 동경 136° 15′ 18.7″ / 북위 35.233611° 동경 136.255194°  | |
| 65. 에치가와슈쿠   |          | 오미국     | 에치군       | 시가현      | 에치군         | 아이쇼정       | 북위 35° 10′ 17.8″ 동경 136° 12′ 27.6″ / 북위 35.171611° 동경 136.207667° | |
| 66. 무사슈쿠       |          | 오미국     | 가모군       | 시가현      | 오미하치만시   | 오미하치만시   | 북위 35° 7′ 0.0″ 동경 136° 8′ 3.8″ / 북위 35.116667° 동경 136.134389°     | |
| 67. 모리야마슈쿠   |          | 오미국     | 야스군       | 시가현      | 모리야마시     | 모리야마시     | 북위 35° 3′ 20.4″ 동경 135° 59′ 33.3″ / 북위 35.055667° 동경 135.992583°  | |
| 68. 쿠사츠슈쿠     |          | 오미국     | 쿠리타군     | 시가현      | 쿠사츠시       | 쿠사츠시       | 북위 35° 1′ 3.7″ 동경 135° 57′ 37.5″ / 북위 35.017694° 동경 135.960417°   | 도카이도와 공유 (쿠사츠 오이와케) |
| 69. 오오츠슈쿠     | 3리 24정 | 오미국     | 시가군       | 시가현      | 오오츠시       | 오오츠시       | 북위 35° 0′ 21.3″ 동경 135° 51′ 41.4″ / 북위 35.005917° 동경 135.861500°  | 도카이도와 공유. 호쿠리쿠도와 연결된다 |
| 산죠 오오하시      | 3리      | 야마시로국 | 오타기군     | 교토부      | 교토시         | 히가시야마구   | 북위 35° 0′ 37.2″ 동경 135° 46′ 27.7″ / 북위 35.010333° 동경 135.774361°  | 쿄카이도와 연결된다 |

## 같이 보기
- 나카센도
- 오이와케
- 아이노슈쿠